# Jake Lloyd
Jake Lloyd, född 5 mars 1989 i Fort Collins, Colorado, är en amerikansk tidigare barnskådespelare, känd som Anakin Skywalker i Star Wars: Episod I – Det mörka hotet. Lloyd är schizofren.

## Filmografi

### Film
- Unhook the Stars
- Klappjakten
- Apollo 11
- The Pretender
- Star Wars Episode I: The Phantom Menace
- Madison

### TV
- Cityakuten
- The Rosie O'Donnell Show
- MTV Movie Awards
- The Tonight Show with Jay Leno

## Datorspel
- Star Wars Episode I: Racer
- Star Wars Episode I: Jedi Power Battles
- Star Wars: Galactic Battlegrounds
- Star Wars: Super Bombad Racing
- Star Wars Racer Revenge